# Rui Correia
Pour les articles homonymes, voir Correia.
Rui Correia est un footballeur portugais né le 22 octobre 1967 à São João da Madeira. Il évoluait au poste de gardien de but.

## Carrière
- 1986-1988 : Sporting Portugal  Portugal
- 1988-1991 : Vitória Setubal  Portugal
- 1991-1992 : Deportivo Chaves  Portugal
- 1992-1997 : Sporting Braga  Portugal
- 1997-2001 : FC Porto  Portugal
- 2001-2002 : SC Salgueiros  Portugal
- 2002-2005 : CD Feirense  Portugal
- 2005-2006 : AD Ovarense  Portugal
- 2006-2007 : GD Estoril-Praia  Portugal[2],[3]

## Palmarès
- 2 sélections et 0 but avec le  Portugal entre 1995 et 1997
- Champion du Portugal en 1998 et 1999 avec le FC Porto
- Vainqueur de la Coupe du Portugal en 1998 avec le FC Porto

## Statistiques
- 9 matchs en Ligue des Champions
- 4 matchs en Coupe des Vainqueurs de Coupes
- 264 matchs en 1re division portugaise
- 104 matchs en 2e division portugaise